# 謝瓦河
謝瓦河是俄羅斯的河流，位於堪察加半島，河道全長約33公里，河水主要來自融雪和雨水，最終注入左瓦赫維納河，是虹鱒和遠東紅點鮭的棲息地。